# Tebing Kisaran
Tebing Kisaran is een bestuurslaag in het regentschap Asahan van de provincie Noord-Sumatra, Indonesië. Tebing Kisaran telt 3881 inwoners (volkstelling 2010).